# فلوریان ولپ
فلوریان ولپ (انگلیسی: Florian Volpe؛ زادهٔ ۱۹ مهٔ ۱۹۹۰) بازیکن فوتبال اهل فرانسه است.